# Peter Worrell
Peter Worrell (* 18. August 1977 in Pierrefonds, Québec) ist ein ehemaliger kanadischer Eishockeyspieler und derzeitiger -trainer, der zwischen 1997 und 2004 für die Florida Panthers und Colorado Avalanche in der National Hockey League auf der Position des linken Flügelstürmers gespielt hat. In dieser Zeit galt er als einer der gefürchtetsten Enforcer der Liga. Zurzeit ist er Trainer der Eishockeyteams der Florida Atlantic University.

## Karriere
Peter Worrell spielte als Jugendlicher drei Saisons für die Olympiques de Hull in der Ligue de hockey junior majeur du Québec. In dieser Zeit konnte er 1995 und 1997 die Meisterschaft gewinnen. Dazu gewann er 1997 zusammen mit seinem Team den Memorial Cup. Seine 464 Strafminuten aus der Saison 1995/96 sind die fünftmeisten in der Geschichte der LHJMQ.
Beim NHL Entry Draft 1995 wurde er in der siebten Runde an insgesamt 166. Stelle von den Florida Panthers ausgewählt, sein Profidebüt gab er zu Beginn der Saison 1997/98 für deren Farmteam, die Beast of New Haven aus der American Hockey League. Später in der Spielzeit wurde der Flügelspieler nach Florida beordert und absolvierte bis Saisonende 19 Spiele für die Panthers, in denen er keinen Punkt erzielen aber 153 Strafminuten sammeln konnte. Sein erstes Tor in der National Hockey League erzielte er in der Saison darauf am 8. Februar 1999 in einem Spiel gegen die St. Louis Blues.
In der Saison 1999/2000 war er in einen Zwischenfall mit Verteidiger Scott Niedermayer von den New Jersey Devils verwickelt. Nach einer Kollision mit Niedermayer, in der der Verteidiger Worrells Ellenbogen ins Gesicht bekam, schlug Niedermayer Worrell mit seinem Schläger auf den Kopf, woraufhin ein Handgemenge zwischen beiden Teams entstand und Worrell eine Geste in Richtung Niedermayer machte, als würde er ihm die Kehle durchschneiden. Der mehrfach ausgezeichnete All-Star Scott Niedermayer wurde daraufhin wegen des Schlagens mit dem Schläger von der NHL für zehn Spiele gesperrt. Worrell fehlte den Panthers ein Spiel wegen Kopfschmerzen, Schwindel und Übelkeit.
Am 18. Juli 2003 wurde der Stürmer zusammen mit einem Zweitrunden-Draftpick für den NHL Entry Draft 2004 nach Denver zur Colorado Avalanche transferiert, Florida erhielt im Gegenzug Éric Messier und Václav Nedorost. Auf Grund einer Knieverletzung fehlte er Colorado die ersten 27 Spiele der Saison 2003/04. Die Saison bei der Avalanche beendete der Spieler mit nur vier Punkten in 49 Spielen aber zum ersten und einzigen Mal in seiner Karriere mit einer positiven Plus/Minus-Wertung.
Während des Lockouts in der NHL-Saison 2004/05 suchte er sich kein Team, sondern betrachtete sich selbst als vom Sport zurückgetreten. Nach Ende des Lockouts unterschrieb er trotzdem einen Vertrag bei den New York Rangers, die ihn in deren Farmteam, das Hartford Wolf Pack aus der AHL, schickten. Für das Wolf Pack spielte er aber nie, sondern wurde noch eine Liga tiefer in die ECHL zu den Charlotte Checkers geschickt. Bei den Checkers lief er in 37 Spielen auf und beendete daraufhin seine Karriere.

## Erfolge und Auszeichnungen
- 1995 Coupe-du-Président-Gewinn mit den Olympiques de Hull
- 1997 Coupe-du-Président-Gewinn mit den Olympiques de Hull
- 1997 Memorial-Cup-Gewinn mit den Olympiques de Hull

## Karrierestatistik
(Legende zur Spielerstatistik: Sp oder GP = absolvierte Spiele; T oder G = erzielte Tore; V oder A = erzielte Assists; Pkt oder Pts = erzielte Scorerpunkte; SM oder PIM = erhaltene Strafminuten; +/− = Plus/Minus-Bilanz; PP = erzielte Überzahltore; SH = erzielte Unterzahltore; GW = erzielte Siegtore; 1 Play-downs/Relegation; Kursiv: Statistik nicht vollständig)

## Rassismus
Während seiner gesamten Karriere sah der Afrokanadier sich rassistischen Kommentaren, Aktionen und Gesten sowohl von Fans als auch von Spielern ausgesetzt. In seiner Jugend flogen Gegenstände in die Box, wenn er auf der Strafbank saß, Zuschauer riefen rassistische Parolen, andere hielten Schilder mit ausländerfeindlichen Texten hoch.
Bei einem Spiel gegen die Washington Capitals 1997 bezeichnete Gegenspieler Craig Berube ihn als „Affen“, Berube erhielt daraufhin von der NHL eine Sperre von einem Spiel. In einer Partie gegen die Tampa Bay Lightning 1998 machten Darcy Tucker und Sandy McCarthy laut Aussagen von Offiziellen der Florida Panthers während des Spiels affenähnliche Gesten in Richtung Worrell, als alle drei Spieler auf ihrer jeweiligen Strafbank saßen. Tucker soll Worrell zudem als einen „großen Affen“ bezeichnet haben. Die NHL untersuchte den Vorfall, die Spieler wurden aber auf Grund von Mangel an Beweisen von sämtlichen Vorwürfen freigesprochen.
Im selben Jahr wurde Chris Gratton von den Philadelphia Flyers von einem Zeitungsreporter beschuldigt, Worrell verunglimpft zu haben. Peter Worrell sagte später aus, er habe nichts gehört, woraufhin sämtliche Anschuldigungen gegen Gratton fallen gelassen wurden.